# Şadırvan

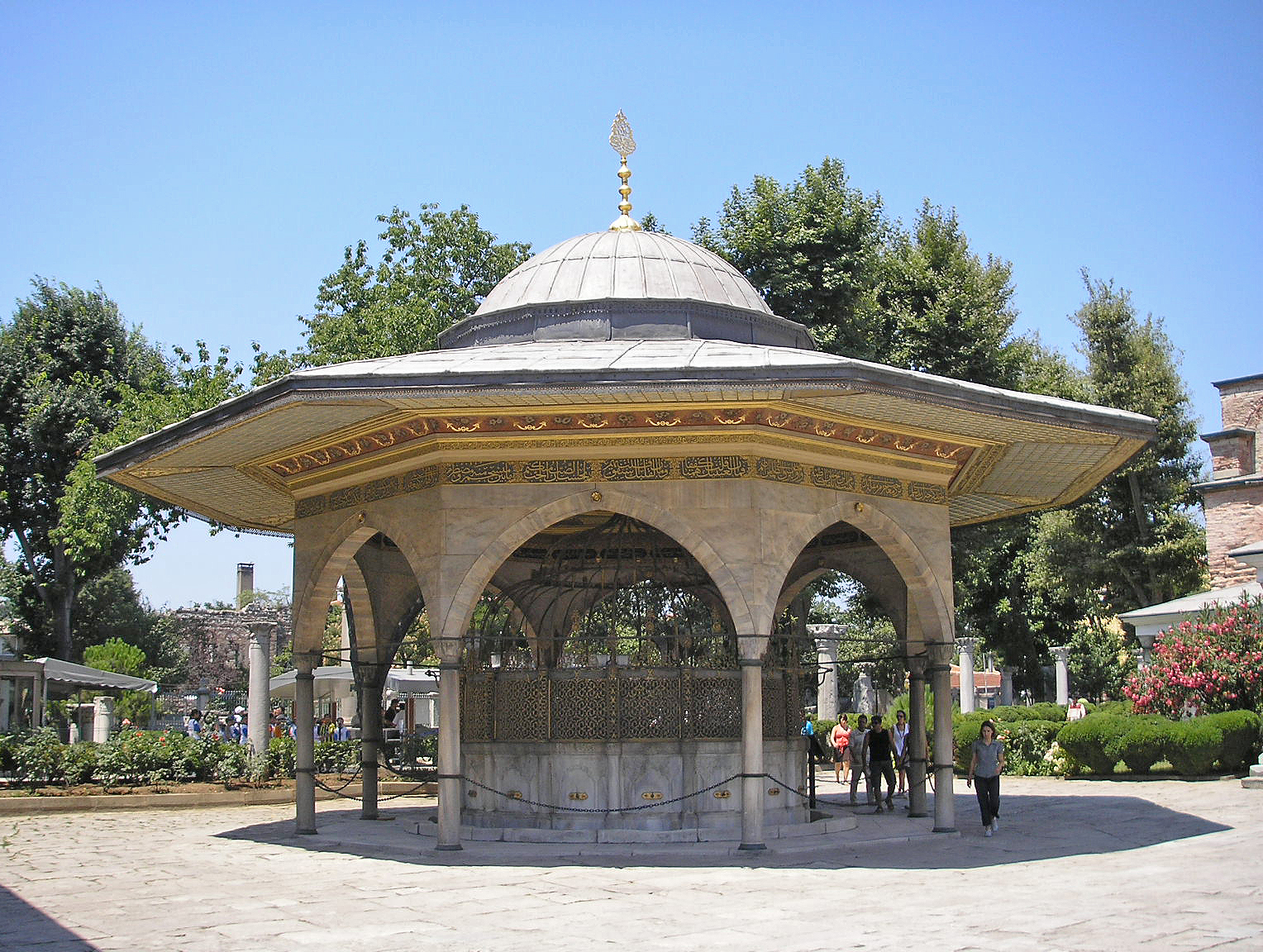
Fontana (Şadırvan) per le abluzioni rituali di fronte ad Hagia Sophia, Istanbul

Şadırvan (in turco: şadırvan) è un tipo di fontana costruita normalmente nei cortili interni delle moschee, caravanserraglio, khanqah e madrase, per consentire ai fedeli di poter provvedere alle rituali abluzioni prima della preghiera. Essa è spesso molto elaborata con elementi decorativi islamici e offre anche acqua da bere.
I Şadırvan sono originari della Persia, importati in Europa (principalmente nei Balcani) durante l'Impero ottomano.